# 東平湖

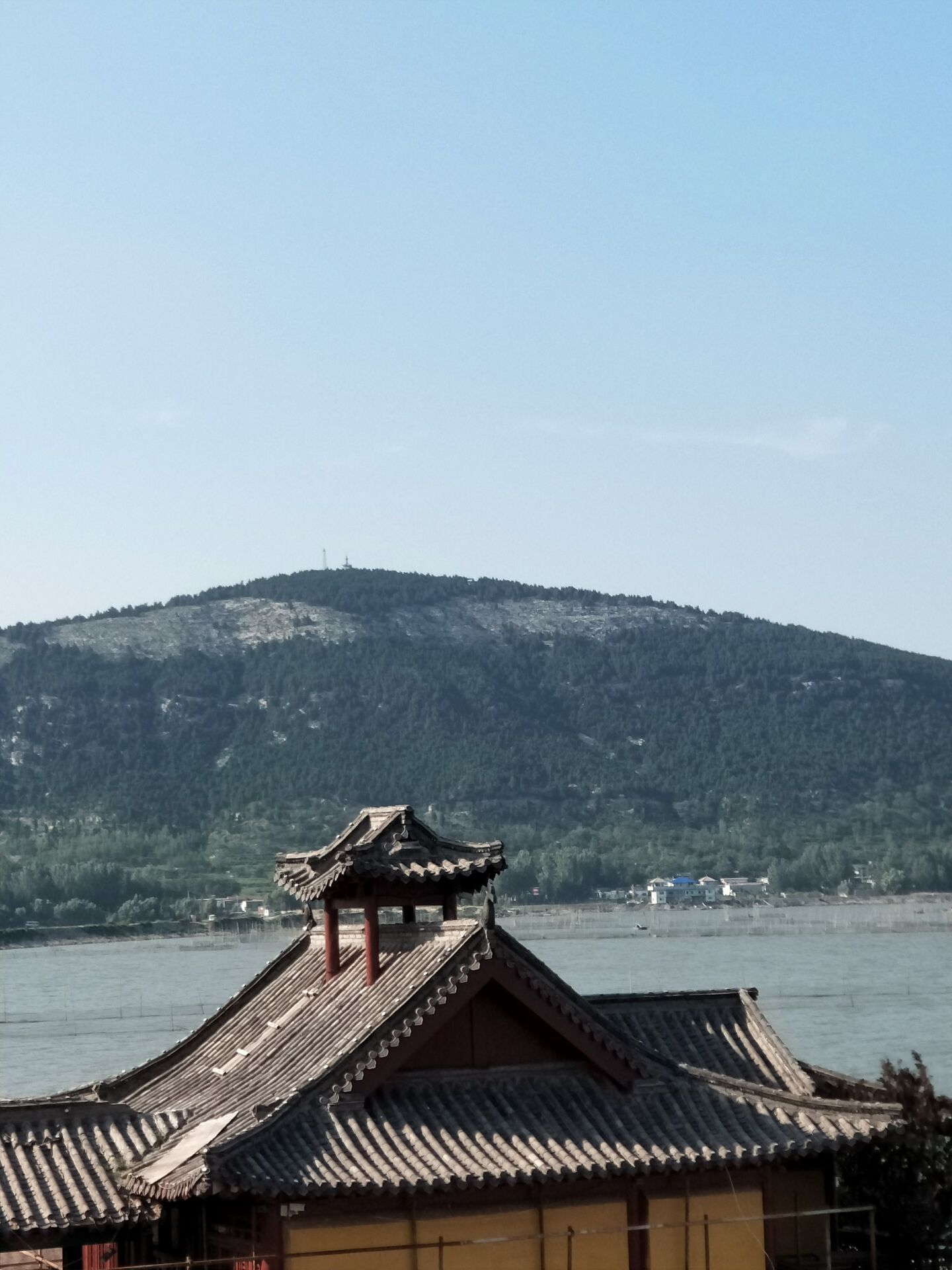
東平湖

東平湖（とうへいこ、Dōngpíng hú）は、中華人民共和国山東省泰安市東平県にある湖。

## 概要
東平湖は山東省南西部の東平県に位置し、山東省で2番目に大きい湖であり、黄河下流の重要な洪水貯水池でもある。黄河・大汶河・運河の三大水系の合流地点である。湖の総面積は約627平方キロメートルである。平均水深は1～2メートルで、貯水量は約1億3000万立方メートル。「百里梁山水上公園」の「水の余白」が行われた場所とされている。 南北分水嶺東線事業の重要な拠点となっている。1985年に山東省の省級景勝地の第一陣となり、現在、東平湖景勝地は国家4A級景勝地となっている。小清河は、東平湖と黄河の間にある水路で、東平湖の唯一の自然流出口でもある。小清河の西岸は斑鳩店鎮、東側は旧県郷となっている。 その水は南から北に流れ、東平湖の水を黄河に流出させているが、黄河が氾濫すると、黄河の水を北から南へと東平湖に逆流させている。

### 地理
総面積は約627平方キロメートルで、同省で2番目に大きい湖である。平均水深は約1～2メートルで、貯水容量は約1億3000万立方メートルとされている。黄河・大汶河・京杭大運河の合流点。

### 歴史
中国の長編白書小説『水滸伝』における「八百里洞庭湖」の一つ。
東平湖は、古代の巨野澤・大野澤・梁山泊・安山湖の中で唯一残っている水域である。
北宋の咸平3年（1000年）、黄河の決壊により、須城県（旧須昌県）は現在の東平県に移り、須昌城の遺跡は東平湖に水没し、現在は東平県の文化財保護区となっている。
花園口の堤防が決壊させられた後、黄河が分水され、東平湖が一時期干上がった。

## 役割

### 洪水制御
東平湖は黄河下流域の重要な治水エリアであり、黄河が増水すると北から南へと水が東平湖に注がれ、黄河の洪水のピークを抑え、下流域の安全性を確保している。 東平湖は黄河の「切り札」としても知られている。

### 水の供給
東平湖は水質が良く、東平県の重要な水源となっている。

### 景勝地・東平湖
東平湖は水質が栄養に大変肥えており、50種類以上の魚・貝類と十数種類の水生植物が産出される。1985年、湖周辺は中華人民共和国国家観光局によって山東省で初めて省級景勝地（中国の観光地等級4A）に選ばれ、「東平湖景勝地」となった。

## 資源
東平湖は豊富な資源を有している。その淡水資源は膨大な量を誇っている。湖にはガマ・ヨシ・ヒシ・レンコンなどの水生植物が40種類以上、淡水魚や貝類が60種類以上生息し、年間約25,000トンの魚やエビが生産されている。東平湖塩鴨卵・東平湖鯉・東平湖悪魚が特産品となっている。

## 文化
東平湖は東平の水滸文化と水韻文化を育んできたが、2010年6月には「端鼓腔」が国の無形文化遺産に登録された。

## 島嶼
- 土山島（中国語版） - 海抜50余メートル
- 後山島（中国語版） - 海抜40余メートル
- 香山島 - 海抜40.5メートル
- 郭山島 - 海抜40.7メートル
- 後埠子島